# Анализ процессов приватизации государственной собственности в Российской Федерации за период 1993—2003 годы
«Анализ процессов приватизации государственной собственности в Российской Федерации за период 1993—2003 годы» — доклад Счётной палаты России, опубликованный в 2004 году. В докладе рассматривается ход приватизации в России и анализируются её итоги. Публичные чтения доклада в Госдуме, первоначально запланированные на осень 2004 года, трижды откладывались.
Представители Счётной палаты провели обсуждение доклада с известными экономистами, в ходе которого ряд участников высказались против деприватизации. Заместитель директора НИИ проблем укрепления законности и правопорядка при Генеральной прокуратуре России Владимир Лопатин заявил, что в 98% случаях интеллектуальная собственность не включалась в состав приватизированного имущества, таким образом, по его мнению, имеет место «незаконное использование при попустительстве государства той собственности, которая по праву принадлежит ему».

## Содержание
Доклад состоит из введения, четырёх глав и раздела выводов и рекомендаций. Первая глава посвящена обзору законодательства, регламентировавшего приватизацию на разных её этапах. Во второй главе проводится анализ деятельности органов исполнительной власти в сфере приватизации. В ней отмечается, что органы власти допустили ряд нарушений, заключавшихся в превышении полномочий, неисполнении обязанностей, необоснованном занижении цены, притворности конкурсов, коррупции. В частности, органами власти не проводился контроль скупки иностранными покупателями объектов стратегического значения. Так, малоизвестная американская компания «Nic and Si Corporation», действуя через подставную фирму, скупила пакеты акций 19 авиационных предприятий оборонно-промышленного комплекса. В нарушение закона, устанавливающего, что в собственности иностранцев может находиться до 25 % всех видов акций РАО ЕЭС России, по состоянию на 30 апреля 1999 года иностранные лица имели 34,45 % акций компании.
Счётная палата также приводит факты злоупотреблений при проведении залоговых аукционов. В 1995—1996 годах на счетах группы российских банков (в их числе «Империал», «Инкомбанк», «Онэксимбанк», «Менатеп») правительство разместило временно свободные денежные средства. Данные банки предоставили кредит правительству под залог акций крупных и рентабельных российских предприятий на основании указов президента России. Договоры составлялись таким образом, что фактически происходила запланированная продажа акций. Сделки были проведены несмотря на предупреждения Счётной палаты, которая указывала, что банки кредитуют правительство его же собственными деньгами (при этом средства продолжали оставаться на счетах этих банков). По мнению Счётной палаты, данные сделки могут считаться притворными.
В третьей главе подводятся итоги приватизации. В докладе говорится, что несмотря на серьёзные изменения структуры собственности, основные цели Государственной программы приватизации не были достигнуты. Так, массовая распродажа государственных активов замедлила процесс формирования эффективных собственников, не став средством содействия реструктуризации экономики. По мнению авторов доклада, в России наблюдается самый высокий в мире уровень концентрации частной собственности, сложилась ситуация, препятствующая достижению конкурентоспособности экономики, не состоялось формирование широкого слоя мелких и средних собственников. Отдельно рассматриваются итоги приватизации в важнейших отраслях экономики.

Глава завершается обзором социальных итогов приватизации. Как отмечается в докладе, совпадение ускоренной приватизации с экономическим кризисом негативно отразилось на материальном положении работников приватизированных предприятий, «реальные денежные доходы граждан до сих пор не превысили уровня 1990 года и только в 2003 г. превысили уровень 1994 года», при этом доля граждан, живущих за чертой бедности, составляет около 1/5 населения. По данным Института социально-экономических проблем народонаселения РАН от 1996 года, 71 % россиян владели лишь 3,3 % всех денежных сбережений, тогда как 5 % богатых и очень богатых владели 72,5 % сбережений (из них 2 % «очень богатых» владели 52,9 % всех сбережений населения). При этом не учитывались суммы средств, переведенные за рубеж и значительно превышающие суммы сбережений в российских банках. Ухудшилось правовое положение работников, зафиксированы многочисленные нарушения трудового законодательства, как говорится в докладе, «управление безопасностью на производстве практически утрачено». Широко распространилось отчуждение работников от управления предприятием. 
...большинство граждан страны и после массовой приватизации остаются пока не более чем дешевой рабочей силой. Продажа работникам акций их предприятий не привела к изменению социального статуса миллионов трудящихся, к возникновению массового жизнеспособного слоя мелких эффективных собственников (акционеров, совладельцев). Монополизм создаваемых сверху холдингов, передел собственности, возникшей при вполне демократической составляющей (78 % предприятий были приватизированы по второй модели, когда 51 % акций переходил в собственность администрации и трудового коллектива) в пользу администрации холдингов, и другие характерные негативные особенности приватизации оказали деформирующее воздействие на зарождение нового социального слоя мелких собственников, акционеров.
В докладе оценивается влияние приватизации на занятость. Массовое банкротство неэффективных предприятий не проводилось из-за опасений социальной катастрофы, директора стремились минимизировать сокращение занятых, что приводило к скрытой безработице (отправка работников в отпуска, переход на неполную рабочую неделю, массовые невыплаты заработной платы, что рассматривается в докладе как «уникальное явление»). При этом скрытая безработица позволяла правительству «выводить за рамки системы социальной помощи, социальной защиты огромное число не полностью занятых граждан».
В выводе говорится:
Подводя социальные итоги приватизации, можно отметить, что серьезное падение к концу 90-х годов реальных доходов значительной части населения, несомненно, стало одним из самых ощутимых негативных результатов реформы собственности. Ни полная, ни тем более частичная смена формы собственности еще не означает автоматически возникновения «эффективной» частной собственности, так как вне конкурентного рынка, гражданского общества и развитого правового государства тот позитивный заряд, который несет в себе частная собственность, реализован быть не может.
При этом разумной целью модернизации экономики в постприватизационный период называется достижение высокой конкурентоспособности.

## Обсуждение доклада
Председатель Счетной палаты Сергей Степашин отметил, что в ряде отраслей приватизированные предприятия работают эффективно, назвав в качестве примеров «Мечел», Новолипецкий металлургический комбинат, Магнитогорский металлургический комбинат, «Северсталь». Кроме того, он отметил улучшения в сферах производства химических удобрений, бытового обслуживания, общественного питания. По его словам, произошла смена 80% собственников приватизированных предприятий, большая часть из которых не имеет отношения к начальному этапу приватизации.